# Carlos Manuel de Céspedes (Cuba)
Carlos Manuel de Céspedes, o también Céspedes, es un municipio y pueblo de la Provincia de Camagüey, en Cuba. Recibe su nombre del Padre de la Patria cubana Carlos Manuel de Céspedes (1819-1874).

## Geografía
Se encuentra ubicado en la porción occidental de la provincia, en las inmediaciones de la Carretera Central. Se encuentra rodeado por los también municipios Florida, Esmeralda, Primero de Enero y Baraguá, perteneciendo los dos últimos a la Provincia de Ciego de Ávila. El municipio incluye algunos poblados, como Magarabomba.

## Demografía
En 2017, el municipio de Carlos M. de Céspedes tenía una población de 23,722 habitantes. Con un área total de 653 km², tiene una densidad poblacional de 39.4/km².

## Transporte
Carlos M. de Céspedes es atravesado por la Carretera Central y posee una estación ferroviaria en la línea Habana-Santiago de Cuba. Una futura extensión de la Autopista Nacional debe intersecar el poblado.